# Mildred McDaniel
Mildred McDaniel (Estados Unidos, 4 de noviembre de 1933-30 de septiembre de 2004) fue una atleta estadounidense, especializada en la prueba de salto de altura en la que llegó a ser campeona olímpica en 1956.

## Carrera deportiva
En los JJ. OO. de Melbourne 1956 ganó la medalla de oro en el salto de altura, con un salto de 1.76 metros que fue récord del mundo, quedando en el podio por delante de la británica Thelma Hopkins y la soviética Mariya Pisareva, ambas con la plata con un salto de 1.67 metros.